# Nathalie Novi
Nathalie Novi est une peintre, illustratrice, autrice de littérature jeunesse et affichiste française née le 5 octobre 1963 à Saint-Mihiel (Meuse).

## Biographie
Née en Lorraine, d'une mère alsacienne et d'un père  d'origine italienne, Nathalie Novi passe ses premières années à Constantine, en Algérie. Elle intègre les Beaux Arts de Nancy, puis l’École nationale supérieure des beaux-arts de Paris, où elle étudie la gravure en taille douce avec Pierre Courtin,,,. Philippe Thomine a réalisé en 2008 un documentaire sur son parcours, sous le titre De l’autre côté du miroir, Nathalie Novi,

## Œuvre
Elle a illustré et écrit de nombreux livres.

### Autrice et illustratrice
- Nathalie Novi (ill. Nathalie Novi), Trois sœurs, 2014.
- Nathalie Novi (ill. Nathalie Novi), Yeghvala, 2012 (réimpr. 2013).
- Nathalie Novi (ill. Nathalie Novi), La Création, 2011.
- Nathalie Novi (ill. Nathalie Novi), La Petite Fille et l'Oiseau, 2008.
- Nathalie Novi (ill. Nathalie Novi), Fred et Fred, 2007.
- Nathalie Novi (ill. Nathalie Novi), Rendez-vous sous les cerisiers, 2006.
- Nathalie Novi (ill. Nathalie Novi), Roméo & Juliette, 2006.
- Nathalie Novi (ill. Nathalie Novi), Fred et Fred, 2005.
- Nathalie Novi (ill. Nathalie Novi), Le Songe de Constantin, 2005.
- Nathalie Novi (ill. Nathalie Novi), Le Bois des arbres, 2005.
- Nathalie Novi (ill. Nathalie Novi), Les Douze Manteaux de maman, 2004.
- Nathalie Novi (ill. Nathalie Novi), Au bonheur des enfants, 2003.
- Nathalie Novi (ill. Nathalie Novi), Le Cœur de Violette, 2000.
- Nathalie Novi (ill. Nathalie Novi), Et les petites filles dansent, 1999 (réimpr. 2007).
- Nathalie Novi (ill. Nathalie Novi), Quelqu'un que tu aimais est mort, 1997 (réimpr. 2010 et 2014).
- Nathalie Novi (ill. Nathalie Novi), Fête foraine, Nathan, 1997.

### Illustratrice
- Lewis Carroll (ill. Nathalie Novi), Alice au pays des Merveilles, Tibert Éditions, coll. « romans illustrés », 2024.
- Clotilde Bernos (ill. Nathalie Novi), Moi, Ming, 2019.
- Bruno Doucey (ill. Nathalie Novi), La vie est belle, 2019.
- Jean-Pierre Kerloc'h (ill. Nathalie Novi), La Flûte enchantée racontée aux enfants, 2019.
- Alain Serres, Rue du monde (ill. Nathalie Novi), C'est ainsi que nous habitons le monde, 2018.
- Mes belles histoires en attendant Noël (ill. Nathalie Novi), Bayard, 2018.
- Fabrice Colin et Albin Michel (ill. Nathalie Novi), Le Musée imaginaire de Jane Austen, 2017[8].
- Alain Serres (ill. Nathalie Novi), Bonnes nouvelles du monde !, 2016.
- Carl Norac (ill. Nathalie Novi, raconté par Michel Fau), Les Mille et un voyages de Claudio Monteverdi, 2017.
- Le Rêveur qui ramassait des papiers bonbon (ill. Nathalie Novi), La poule qui pond, 2015.
- Marie Sellier (ill. Nathalie Novi), Les Douze manteaux de Maman, Le Baron Perché, 2014.)
- Daniel Picouly (ill. Nathalie Novi), Et si on redessinait le Monde, Rue du Monde, 2013[9].
- Halima Hamdane (ill. Nathalie Novi), Mahboul le sage et autres contes marocains, 2013.
- Jacques Prévert (ill. Nathalie Novi), Noël des ramasseurs de neige, Rue du Monde, coll. « Couleur Carré », 2012.
- Catherine Gendrin (ill. Nathalie Novi), Yeghvala, la belle sorcière, Didier Jeunesse, 2012.
- Michel Piquemal (ill. Nathalie Novi), Mamouchka et le coussin aux nuages, Gallimard Jeunesse, 2012.
- Cendrine Genin (ill. Nathalie Novi), Mademoiselle Lune, Gallimard Jeunesse.
- Charles Ferdinand Ramuz (ill. Nathalie Novi), L’Histoire du soldat, Didier Jeunesse, coll. « Un livre, un CD », 2011.
- Michel Piquemal (ill. Nathalie Novi), La Neige vive, Didier Jeunesse, 2010.
- Jean-Pierre Kerloc’h (ill. Nathalie Novi), La Flûte enchantée racontée aux enfants, Didier Jeunesse, coll. « Un livre, un CD », 2010.
- Carlo Collodi (ill. Nathalie Novi), Pinocchio, Rue du Monde, coll. « Pas comme les autres », 2009.
- Alain Serres (ill. Nathalie Novi), Nouk qui s’envola, Rue du Monde, coll. « Couleur Carré », 2008.
- Yves Pinguilly (ill. Nathalie Novi), Le Voyage de Nyéba, Rue du Monde, coll. « Couleur Carré », 2008.
- Hans Christian Andersen (ill. Nathalie Novi), La Petite Sirène, Didier Jeunesse, coll. « Un livre, un CD », 2008.
- Sophie Koechlin (ill. Nathalie Novi), Le Petit Poucet (adaptation), Hachette jeunesse, 2007.
- Dans la maison de Saralé (ill. Nathalie Novi), 2007.
- Françoise de Guibert (ill. Nathalie Novi), La Callas, une invitation à l'opéra, Didier jeunesse, 2007 (ISBN 978-2-27805-700-9)..
- À l’ombre de l’olivier, Le Maghreb en 30 comptines (ill. Nathalie Novi) (berceuses, rondes, chansons arabes et berbères), Didier jeunesse, 2007.
- Alain Serres (ill. Nathalie Novi), Une cuisine toute en chocolat, éditions Rue du Monde, 2006.
- Jean-Jacques Fdida et Jean-Marie Machado (Compositeur et musicien) (ill. Nathalie Novi), Peau d'âne : Histoire ancienne et véritable de la Peau d'anesse (livre-CD), Didier Jeunesse, 2006.
- Jean-Claude Mourlevat (ill. Nathalie Novi), Sous le grand Banian, 2005.
- Sébastien Joanniez (ill. Nathalie Novi), Fred et Fred, Sarbacane, 2005.
- Sous le grand banian (ill. Nathalie Novi), 2005.
- Rascal (ill. Nathalie Novi), Les Quatre Saisons de Rose, Rue du Monde, 2004.
- Thierry Lenain (ill. Nathalie Novi), Maudit corbeau, Nathan, 2001.
- Mamadou a disparu (ill. Nathalie Novi), 1998.
- Barbara (ill. Nathalie Novi, choisis par Thierry Lenain), Square des Batignolles, Thierry Magnier, 1998[10].
- Thierry Lenain (ill. Nathalie Novi), L'Amour Hérisson, Nathan, 1996.

## Prix et distinctions
- 2001 : Prix de l’Assemblée nationale[11] pour l’album-CD À l’ombre de l’olivier qu'elle a illustré, sur des textes de Magdeleine Lerasle et Hafida Favret
- 2006 : Prix Saint-Exupéry[12] pour l’album Sous le grand Banian, texte de Jean-Claude Mourlevat, éditions Rue du monde.
- 2006 :  Prix Libbylit[13], décerné par l'IBBY pour le même album.
- 2007 :  Mention Prix BolognaRagazzi[14], catégorie Non-Fiction, Foire du livre de jeunesse de Bologne pour Une cuisine toute en chocolat, texte de Alain Serres, aux éditions Rue du monde.
- 2014 : Prix Amerigo-Vespucci, Festival international de géographie de Saint-Dié, pour l'album Et si on redessinait le Monde. Texte de Daniel Picouly, aux éditions Rue du monde[15].
- 2022 :  Prix BolognaRagazzi, catégorie spéciale Poésie[16], Foire du livre de jeunesse de Bologne  pour Immenses sont leurs ailes, textes de  Murielle Szac